# Nanoplastica
Per nanoplastiche si intendono i frammenti formatisi dalla degradazione delle microplastiche di origine antropica. Non esiste una definizione esatta in letteratura, e non c'è ancora molta chiarezza sull'importanza di questo termine, ma ci sono ricerche che dimostrano che hanno un comportamento diverso rispetto alle microplastiche. Non si devono confondere con i nanomateriali, che sono appositamente fabbricati dall'uomo per scopi mirati, mentre le nanoplastiche sono prodotte dalle macroplastiche interagendo con le diverse matrici e fenomeni ambientali in modo casuale. La loro classificazione dentro la scala dimensionale è ancora un dibattito nella comunità scientifica; alcuni scienziati impostano un limite di 100 nm altri di 1000 nm. La definizione data dall'Organizzazione internazionale per la normazione (ISO) dice che sono considerate nanoparticelle gli oggetti cui dimensioni esterne rientrano nella nanoscala (da 1 a 100 nm). Le nostre conoscenze su queste particelle sono scarse rispetto alle microplastiche perché i metodi di campionamento e analisi sono differenti, ma le indagini sono incrementate con l'aumento della contaminazione da plastica nei vari ecosistemi sul nostro pianeta.
Le NP (nanoplastiche) condividono spazio con le MP (microplastiche), dato che la maggior parte proviene dalla degradazione di queste, dunque su tutto il pianeta, dai poli artici, all'equatore fino alle basi più profonde dell'oceano. A partire dagli anni '70 si sono scoperti innumerevoli particelle microscopiche di plastica nella superficie degli oceani, sedimenti oceanici e nelle colonne d'acqua dei corpi acquatici. Successivamente sono state scoperte le NP ovunque si trovassero anche le MP. Sono ormai così diffuse che vengono ritrovate in quantità modeste persino nelle acque trattate per il consumo di diverse città. Difatti prima di arrivare nelle acque le materie plastiche devono subire un processo di consumo e di scarto sulla terraferma. Le MNP (micro e nanoplastiche) sono quindi ritrovabili anche negli alimenti del settore agricolo come ad esempio nel riso e nei vegetali.
Sono principalmente contaminanti marini e si stima che ci sono centinaia di migliaia di tonnellate galleggiando nelle superfici dei principali ecosistemi marini. La quantità e caratteristiche fisico-chimiche delle MNP in habitat acquatici marini e dolci varia in maniera significativa secondo la zona.
Attraverso vari metodi di analisi, sia quantitativi che semi-quantitativi, si sono trovate nanoplastiche in ambienti marini, fiumi, acque superficiali regionali o in mare aperto e in neve ad alte altitudini nelle Alpi. Questo dimostra che possono essere trasportate in posti molto lontani da dove sono state originate, infatti si è dimostrato che l'aria è un veicolo delle MNP.

## Mare Glaciale Artico
Non sono state trovate ancora tracce di nanoplastiche nel Mare Glaciale Artico, ma si pensa che vi siano presenti a causa del trasporto a lungo raggio dei detriti di plastica e una successiva degradazione. In particolare, la riduzione dell'ozono nelle regioni polari accelera la degradazione delle nanoplastiche per foto-ossidazione. Questa mancanza di prove è dovuta alle loro proprietà eterogenee e alle sfide analitiche associate a caratterizzarle nelle matrici ambientali dato che non si possono analizzare e quantificare con gli stessi metodi usati per le MP. Tuttavia l'aumento delle ricerche sulle nanoplastiche consentirà di ideare tecniche più sofisticate e adatte per la loro caratterizzazione.
Secondo uno studio pubblicato dalla Royal Society of Chemistry nel 2021, dove è stato simulato a scala laboratoriale il processo di formazione del ghiaccio marino artico, le nanoplastiche congelate in acqua salata possono accumularsi negli starti inferiori delle banchine di ghiaccio per poi precipitare e sedimentarsi. Il fronte di ghiaccio in formazione intrappola le plastiche non colloidali (microplastiche), mentre le nanoplastiche vengono stabilizzate dagli esopolimeri, suggerendo che le materie naturali organiche con un alto contenuto di polisaccaridi fanno sì che le nanoplastiche rimangano sospese sotto il ghiaccio marino.
Tuttavia questa interfaccia acqua salata e/o ghiaccio è anche ricca di materiale di origine chimica e biologica che tende a sedimentarsi come il gesso e le alghe, che spingono le nanoplastiche lungo la colonna d'acqua fino a sedimentazione. Questo studio dimostra che le nanoplastiche e microplastiche non possono essere categorizzate insieme perché le microplastiche avendo una densità minore e un comportamento fisico diverso rimangono intrappolate nel ghiaccio durante la sua formazione.

## Polo nord (Groenlandia)
Secondo uno studio fatto a Copenaghen dove hanno analizzato la neve a 14 m di profondità in Groenlandia la concentrazione di nanoplastiche è di 13.2 ng/mL. Queste comprendono PE, PET, PS, PVC, PP/PPC e usura di pneumatici. La più abbondante è PE che comprende il 49% della massa totale di NP. Questo dato è congruente con l'uso massiccio che gli si dà al PE visto che è la plastica usata per gli oggetti usa e getta, tubazioni ed imballaggi agricoli. Questa è anche il tipo di microplastica più diffusa nelle superfici groenlandesi, la neve dell'artico e nella superficie delle acque del Mare del Nord.
Queste nanoplastiche probabilmente potrebbero essere state trasportate dalla terraferma via atmosfera, dalla superficie del mare dove macro e microplastiche sono state degradate dai raggi UV; le particelle prodotte sono state trasportate dal vento tramite il processo di scoppio di bolle d'acqua depositandosi infine sul sito di campionamento.
Dopo il PE le nanoplastiche più abbondanti erano PET e usura di pneumatici, coprendo una percentuale del 21 e 24% rispettivamente. Il PET viene utilizzato soprattutto per la produzione di pezzi d'abbigliamento e bottiglie per bevande. Sono stati fatti dei modelli sulla traiettoria e l'origine di queste nanoplastiche che forse è una combinazione di diversi processi di trasporto via mare e aria. Il turismo e le spedizioni potrebbero essere stati un'altra causa della loro presenza nel posto. Possono derivare dalla degradazione di fonti primarie e secondarie, di cui queste ultime possono provenire da luoghi molto lontani rispetto a dove si sono depositate.

## Antartide[3]
Alcuni campionamenti eseguiti nel mare ghiacciato in Antartide indicano una concentrazione media di 67.0 ng/mL in superficie e di 37.7 ng/mL in profondità, confermandone la crescita esponenziale nel passare del tempo.
Il 50% delle nanoplastiche sono composte da PE come nel caso della Groenlandia. 

## Provenienza
Si è dimostrato che i cosmetici sono una fonte importante di MNP perché le acque di risciacquo li trasportano nei tombini e dunque arrivando nei canali, fiumi, sorgenti e altri corpi acquatici.
Si stima che l'11% dell'acqua scaricata nel Mare del Nord contiene micro e nanoplastiche.
Le resine dei pellet (granulati) per la fabbricazione di plastica nell'industrie sono un'altra fonte importante dei detriti di MNPs. Questi pellet plastici sono anche prodotti del riciclaggio delle plastiche, soprattutto durante i processi di pulizia, frantumazione, fusione, smistamento e modellamento.

## Classificazione
Così come le microplastiche, le nanoplastiche vengono classificate in base alla loro origine, dunque in primarie e secondarie.

### Primarie
Le nanoplastiche primarie vengono dall'emissione di particolati di prodotti industriali diretti al consumatore e vengono immesse nell'ambiente nella loro dimensione originale. Questi prodotti includono principalmente cosmetici, prodotti per la pulizia, materie prime per la fabbricazione di utensili di plastica e anche da fibre tessili dopo il loro lavaggio o asciugatura.
Nello specifico alcune fonti possono essere erba sintetica, vernici, acqua dopo lavaggio di tessuti, acque di scarico, giochi di plastica e vestiti.

### Secondarie
Le nanoplastiche secondarie vengono formate dalla degradazione macro e microplastiche da agenti biologici, chimici, fisici e/o meccanici.
Le fonti principali di MNP secondarie sono molte e varie: rifiuti urbani come pellicole agricole, sacchetti di plastica e bottiglie, attrezzi da pesca, involucri per spedizioni, pneumatici dei veicoli e altri innumerevoli rifiuti di plastica di grandi dimensioni.
Da recenti studi è stato appurato come le nanoplastiche derivanti dagli scarti degli pneumatici siano quelle più diffuse, sia su terra che nelle acque.

## Proprietà chimico-fisiche e composizione
Nonostante la maggior parte delle nanoplastiche derivi da materiali polimerici che sono biochimicamente inerti, l'alterazione delle loro proprietà chimico-fisiche può aumentare loro biodisponibilità e tossicità.
Essendo le nanoplastiche fatte da diversi materiali e le particelle fatte da materia organica ed inorganica queste tendono a formare omo- od etero-aggregati con altri composti naturali e materiali antropogenici.
La formazione indesiderata di questi aggregati portano a fenomeni di bioaccumulazione e bioamplificazione causando effetti negativi alle componenti biotiche nei diversi ecosistemi. 
I colloidi sono solitamente eteroaggregati, comprese argille ed altre materie organiche. 

### Composizione chimica
La loro composizione è molto varia ed eterogenea, giacché derivano da prodotti che sono stati fabbricati per diversi utilizzi per cui le loro proprietà sono molto differenti. 
La maggior parte sono di polietilene, polipropilene e polistirene, che sono molto frequenti nei cosmetici e prodotti per la cura personale. Sono stati sostituenti di altri materiali naturali per le loro proprietà e la vastità di forme che si può dare a loro cioè sferica, ellittica e irregolare.

### Differenze tra nanoplastiche e nanomateriali
Le nanoplastiche non sono da confondersi con i nanomateriali dato che i processi di produzione, proprietà fisiche e chimiche sono diverse. Secondo l'ISO un nanomateriale è "intenzionalmente prodotto per scopi commerciali avente specifiche proprietà o composizione".
Le loro proprietà fisico-chimiche sono generalmente la grandezza, forma, superficie, composizione e non possono essere estrapolate a nanoplastiche. Inoltre le nanoplastiche provengono dall'erosione o rottura di detriti plastici più grandi al contrario dei nanomateriali, per cui non c'è una selezione della loro dimensione durante la formazione. Perciò le NP hanno proprietà fisiche altamente diversificate e hanno composizione eterogenea.
Poiché le NP formano eteroaggregati colloidali, la loro superficie e struttura sono generalmente incontrollate e condizionate dai parametri fisici e chimici dei sistemi in cui si trovano (pH, salinità, materia naturale organica ecc.) e attraverso diversi meccanismi si possono trovare varie tipologie di strutture in un solo eteroaggregato.

### Aspetto colloidale delle nanoplastiche
I colloidi sono miscugli eterogenei composti da particelle liquide o solide con diametro compreso tra 1 e 1000 nm disperse in un fluido.
Alcune plastiche come il cloruro di polivinile (PVC - densità=1,4 g/cm) sono sufficientemente dense per depositarsi nell'acqua ad un livello macroscopico.
Quando la plastica viene degradata e formandosi le micro-particelle possono interagire con i microrganismi che possono modificare la loro galleggiabilità in modo positivo o negativo. Quando la dimensione delle particelle raggiunge la nanoscala la collisione contro le molecole d'acqua e altre specie ioniche impediscono la sedimentazione. L'effetto risultante da queste interazioni è un moto casuale dentro la soluzione chiamato moto browniano. Quest'ultimo è apprezzabile già con microparticelle ma è predominante a 100 nm di grandezza.

### Come trasportatori
Micro e nanoplastiche agiscono da veicoli per sostanze tossiche come DDT ed esaclorobenzene.

## Impatto negli esseri viventi
A causa delle loro proprietà colloidali, come l'alta diffusività e l'area superficiale specifica, le nanoplastiche rappresentano un rischio potenzialmente più insidioso rispetto alle altre dimensioni dei detriti plastici.
Grazie alle loro dimensioni, possono essere ingeriti da numerosi organismi. Secondo alcuni studi, potrebbero essere in grado di rompere le membrane cellulari e provocare stress ossidativo. Essendo le MNP trasportatori di sostanze tossiche queste entrano nel corpo degli organismi quando ingeriscono particelle di plastica, per cui entrano nella rete trofica marina fino ad arrivare a quella terrestre, impattando anche la salute umana.
Gli MNP hanno anche impatti negativi significativi sulla fauna del suolo, in particolare lombrichi e nematodi, limitandone la crescita, la riproduzione, la durata della vita e sopravvivenza grazie a vari meccanismi di tossicità come il bioaccumulo, danni al DNA, la genotossicità, disbiosi del microbiota intestinale, i danni istopatologici, disordini metabolici, la neurotossicità, lo stress ossidativo e la tossicità riproduttiva. 
Inibendo la diffusione di queste forme di vita si limita così di conseguenza la loro attività di biodecomposizione e la successiva formazione di compost naturale.

### Negli organismi marini
È stato osservato che alcuni organismi marini come i bivalvi, copepodi e gli echinodermi hanno alte probabilità di ingerire micro e nanoplastiche almeno una volta per ogni stadio della loro vita.
È stato riportato come le nanoplastiche siano dannose per la vita marina, inibendo la crescita di microorganismi, alghe e lieviti danneggiando i loro ruoli fondamentali nei diversi ecosistemi.
Dopo varie analisi è stato rilevato come le MNP influenzino negativamente la vita dello zooplancton ed organismi marini bentonici come cozze ed ostriche ostruendo i loro sistemi digestivi causandone mancanza di appetito, malnutrizione e, nei casi più rari, anche il decesso.

### Negli esseri umani
L'EFSA ha esaminato in modo esaustivo la letteratura esistente in argomento, rilevando l'insufficienza dei dati relativi alla presenza, alla tossicità e al destino – ossia che cosa accade dopo la digestione – di tali materiali ai fini di una valutazione completa del rischio e rivelando che le nanoplastiche richiedono un'attenzione particolare. 
L'esame ha consentito all'EFSA di fare il punto sugli sviluppi scientifici in questo ambito, di individuare lacune in termini di dati e di conoscenze e di formulare raccomandazioni sulle priorità di ricerca per il futuro allo scopo di affrontarle. (23 giugno 2016)